# Landkreis Deggendorf
Landkreis Deggendorf is een Landkreis in de Duitse deelstaat Beieren. De Landkreis telt 119.479 inwoners (31 december 2020) op een oppervlakte van 861,13 km². Kreisstadt is de gelijknamige stad.

## Indeling
Landkreis Deggendorf is verdeeld in 26 gemeenten. Drie van deze gemeenten hebben de status stad, vier mogen zich Markt noemen. Een aantal kleinere gemeenten laten hun bestuur waarnemen middels een Verwaltungsgemeinschaft door een grotere buurgemeente.
Stden
1. Deggendorf
2. Osterhofen
3. Plattling

Märkte

1. Hengersberg
2. Metten
3. Schöllnach
4. Winzer

Overige gemeenten
1. Aholming
2. Auerbach
3. Außernzell
4. Bernried
5. Buchhofen
6. Grafling
7. Grattersdorf
8. Hunding
9. Iggensbach
10. Künzing
11. Lalling
12. Moos
13. Niederalteich
14. Oberpöring
15. Offenberg
16. Otzing
17. Schaufling
18. Stephansposching
19. Wallerfing

Aichach-Friedberg · Altötting · Amberg · Amberg-Sulzbach · Ansbach (stad) · Landkreis Ansbach · Aschaffenburg (stad) · Landkreis Aschaffenburg · Augsburg (stad) · Landkreis Augsburg · Bad Kissingen · Bad Tölz-Wolfratshausen · Bamberg (stad) · Landkreis Bamberg · Bayreuth (stad) · Landkreis Bayreuth · Berchtesgadener Land · Cham · Coburg (stad) · Landkreis Coburg · Dachau · Deggendorf · Dillingen an der Donau · Dingolfing Landau · Donau-Ries · Ebersberg · Eichstätt · Erding · Erlangen · Erlangen-Höchstadt · Forchheim · Freising · Feyung-Grafenau · Fürstenfeldbruck · Fürth (stad) · Landkreis Fürth · Garmisch-Partenkirchen · Günzburg · Haßberge · Hof (stad) · Landkreis Hof · Ingolstadt · Kaufbeuren · Kelheim · Kempten im Allgäu · Kitzingen · Kronach · Kulmbach · Landsberg am Lech · Landshut (stad) · Landkreis Landshut · Lichtenfels · Lindau · Main-Spessart · Memmingen · Miesbach · Miltenberg · Mühldorf am Inn · München · Landkreis München · Neuburg-Schrobenhausen · Neumarkt in der Oberpfalz · Neurenberg · Neustadt an der Aisch-Bad Windsheim · Neustadt an der Waldnaab · Neu-Ulm · Nürnberger Land · Oberallgäu · Ostallgäu · Passau (stad) · Landkreis Passau · Pfaffenhofen an der Ilm · Regen · Regensburg (stad) · Landkreis Regensburg · Rhön-Grabfeld · Rosenheim (stad) · Landkreis Rosenheim · Roth · Rottal-Inn · Schwabach · Schwandorf · Schweinfurt (stad) · Landkreis Schweinfurt · Starnberg · Straubing · Straubing-Bogen · Tirschenreuth · Traunstein · Unterallgäu · Weiden in der Oberpfalz · Weilheim-Schongau · Weißenburg-Gunzenhausen · Wunsiedel im Fichtelgebirge · Würzburg (stad) · Landkreis Würzburg
Aholming ·
Auerbach ·
Außernzell ·
Bernried ·
Buchhofen ·
Deggendorf ·
Grafling ·
Grattersdorf ·
Hengersberg ·
Hunding ·
Iggensbach ·
Künzing ·
Lalling ·
Metten ·
Moos ·
Niederalteich ·
Oberpöring ·
Offenberg ·
Osterhofen ·
Otzing ·
Plattling ·
Schaufling ·
Schöllnach ·
Stephansposching ·
Wallerfing ·
Winzer